# Sarita (Vorname)
Sarita (Hindi, Marathi, Nepali: सरिता) ist ein weiblicher Vorname.

## Herkunft und Bedeutung
Der unter anderem im Indischen und Nepalesischen verwendete Vorname bedeutet auf Sanskrit fließend, strömend, schwungvoll, wallend.
Im Spanischen ist der Name die Verkleinerungsform von Sarah.

## Bekannte Namensträgerinnen
- Sarita Choudhury (* 1966), britische Schauspielerin
- Sarita Gayakwad (* 1994), indische Sprinterin
- Sarita Romit Singh (* 1989), indische Hammerwerferin
- Sarita Suwannakitborihan (* 1995), thailändische Badmintonspielerin